# Peyton Young
Hobart Peyton Young, genannt Peyton Young, (* 9. März 1945 in Evanston (Illinois)) ist ein US-amerikanischer Mathematiker und Ökonom, der sich mit Spieltheorie befasst.
Young studierte an der Harvard University mit dem Bachelor-Abschluss 1966 und wurde 1970 an der University of Michigan bei Thomas Frederick Storer promoviert (Equicardinal matroids and matroid designs). 1971 wurde er Associate Professor an der City University of New York. 1976 bis 1981 war er am Internationalen Institut für Angewandte Systemanalyse in Laxenburg und 1982 Professor für Ökonomie und Politikwissenschaft (Public Policy) an der University of Maryland, College Park. 1994 wurde er Professor an der Johns Hopkins University und ab 2007 war er James Meade Professor für Wirtschaftswissenschaften an der University of Oxford.
Er ist auswärtiges Mitglied des Santa Fe Institute und Senior Fellow des Center on Social and Economic Dynamics der Brookings Institution.
Er befasste sich mit evolutionärer Spieltheorie, in der er 1990 mit Dean Foster das Konzept stochastischer Stabilität einführte (stochastische evolutionäre Spieltheorie), mit Anwendungen in sozialer Dynamik (Entwicklung sozialer Normen und Institutionen) und Wirtschaftswissenschaft. Ein weiterer Schwerpunkt seiner Forschung sind Lernen in der Spieltheorie und Wahltheorie, teilweise mit Michel Balinski (Unmöglichkeitssatz von Balinski und Young).
Er ist Fellow der British Academy, der Econometric Society (1975) und der American Academy of Arts and Sciences (2018). 1976 erhielt er den Lester Randolph Ford Award.
Zwischen 2006 und 2008 war Young als Nachfolger von Robert J. Aumann und Ehud Kalai der dritte Präsident der Game Theory Society.

## Schriften
- mit Michel Balinski: Fair Representation, 2. Auflage, Brookings Institution, Washington D. C. 2001
- Strategic Learning and Its Limits, Oxford University Press, 2004
- Individual Strategy and Social Structure: An Evolutionary Theory of Institutions, Princeton University Press, 1998
- Equity: In Theory and Practice, Princeton University Press 1994

Einige Aufsätze:
- mit Dean Foster: Learning, Hypothesis Testing, and Nash Equilibrium, Games and Economic Behavior, Band 45, 2003, S. 73–96
- The Evolution of Conventions, Econometrica, Band 61, 1993,  S. 57–84.
- An Evolutionary Model of Bargaining, Journal of Economic Theory, Band 59, 1993, S. 145–168.
- mit Dean P. Foster: Stochastic Evolutionary Game Dynamics, Theoretical Population Biology, Band 38, 1990, S. 219–232
- mit Bary S. R. Pradelski: Learning Efficient Nash Equilibria in Distributed Systems, Games and Economic Behavior, Band 75, 2012, S. 882–897.
- Innovation Diffusion in Heterogeneous Populations: Contagion, Social Influence and Social Learning, American Economic Review, Band 99, 2009, S. 1899–1924.
- Learning by Trial and Error, Games and Economic Behavior, Band 65, 2009, S. 626–643.
- mit Dean Foster: On the Impossibility of Predicting the Behavior of Rational Agents, Proceedings of the National Academy of Sciences of the USA, Band 98, 2001, S. 12848–12853.
- mit Mary A. Burke: Competition and Custom in Economic Contracts: A Case Study of Illinois Agriculture, American Economic Review, Band 91, 2001,  S. 559–573.